# 수정주의 서부극
수정주의 서부극(Revisionist Western)은 서부극의 하위 장르다. 1960년대 중반에서 1970년대 초반에 걸쳐 태동한 것으로 여겨진다.
제2차 세계대전 이후 제작된 일부 서부극들은 고전 서부극의 이상과 스타일에 대한 의문을 제기했다. 고전 서부극이 선악이 분명한 흑백의 세계를 묘사했다면 수정주의 서부극은 그 구분이 불분명해진 회색 세계에서 생존을 도모하는 이야기를 묘사했다. 
또 다른 수정주의 영화 작품으로는 액션과 모험이 대부분이며 인디언 서부극 또는 불법/총격전 서부극으로 분류된다. 여기서는 전통적인 영웅, 주인공인 토착 인디언 어메리칸으로 불법자이거나 총기를 가진 자이다.   

## 작품 목록
1940년대
- 옥스보우 인서던트 (1943년)
- 내가 제시 제임스를 쏘았다 (1949년)

1950년대
- 부러진 화살 (1950년)
- 정오의 결투 (1952년)
- 조니 기타 (1954년)
- 라라미에서 온 사나이 (1955년)
- 7인의 무뢰한 (1956년)
- 화살의 질주 (1957년)
- 40정의 총 (1957년)
- 왼손잡이의 총 (1958년)

1960년대
- 황야의 7인 (1960년)
- 러틀리지 상사 (1960년)
- 애꾸눈 잭 (1961년)
- 부적응자 (1961년)
- 의로운 자는 외롭나니 (1962년)
- 하오의 결투 (1962년)
- 허드 (1963년)
- 바람 속의 질주 (1965년)
- 4인의 프로페셔널 (1966년)
- 옴브레 (1967년)
- 복수의 총성 (1966년)
- 대침묵 (1968년)
- 윌 페니 (1968년)
- 헌팅 파티 (1968년)
- 와일드 번치 (1969년)
- 내일을 향해 쏴라 (1969년)
- 석양을 향해 달려라 (1969년)

1970년대
- 솔저 블루 (1970년)
- 작은 거인 (1970년)
- 엘 토포 (1970년)
- 맥케이브와 밀러 부인 (1971년)
- 하이어드 핸드 (1971년)
- 황야의 사나이 (1971년)
- 배드 컴퍼니 (1972년)
- 울자나의 습격 (1972년)
- 인디언의 땅 (1972년)
- 조 키드 (1972년)
- 더티 리틀 빌리 (1972년)
- 카우보이 벤 (1972년)
- 나를 위해 울어다오 빌리 (1972년)
- 그레이트 노스필드 미네소타 레이드 (1972년)
- 로이 빈 판사의 삶과 시대 (1972년)
- 벅 앤 프리처 (1972년)
- 제레미아 존슨 (1972년)
- 평원의 무법자 (1973년)
- 팻 개럿과 빌리 더 키드 (1973년)
- 마스터 건파이터 (1975년)
- 미주리 브레이크 (1976년)
- 버팔로 빌과 인디언들, 또는 시팅불의 역사 수업 (1976년)
- 무법자 조시 웨일스 (1976년)
- 속 내일을 향해 쏴라 (1979년)

1980년대
- 천국의 문 (1980년)
- 롱 라이더스 (1980년)
- 핏빛자오선 (1985년)

1990년대
- 늑대와 춤을 (1990년)
- 용서받지 못한 자 (1992년)
- 파시 (1993년)
- 리틀 조의 발라드 (1993년)
- 제로니모 (1993년)
- 툼스톤 (1993년)
- 데드 맨 (1995년)
- 퀵 앤 데드 (1995년)
- 래버너스 (1999년)
- 악마와 함께 말을 달려라 (1999년)

2000년대
- 검은 호랑이의 눈물 (2000년)
- 실종자 (2003년)
- 블루베리 (2004년)
- 멜키아데스 에스트라다의 세 번의 장례식 (2005년)
- 프로포지션 (2005년)
- 다운 인 더 밸리 (2005년)
- 부서진 가도 (2006년)
- 세라핌 폴스 (2007년)
- 3:10 투 유마 (2007년)
- 비겁한 로버트 포드의 제시 제임스 암살 (2007년)
- 데어 윌 비 블러드 (2007년)
- 나를 운디드니에 묻어주오 (2007년)
- 9월 새벽 (2007년)
- 아팔루사 (2008년)

2010년대
- 더 브레이브 (2010년)
- 믹스 컷오프 (2010년)
- 블랙손 (2011년)
- 주홍 벌레 (2011년)
- 망자의 짐 (2012년)
- 장고: 분노의 추적자 (2012년)
- 더 홈즈맨 (2014년)
- 본 토마호크 (2015년)
- 헤이트풀8 (2015년)
- 레버넌트: 죽음에서 돌아온 자 (2015년)
- 벤 홀의 전설 (2016년)
- 브림스톤 (2017년)